# باشگاه فوتبال آرارات مسکو

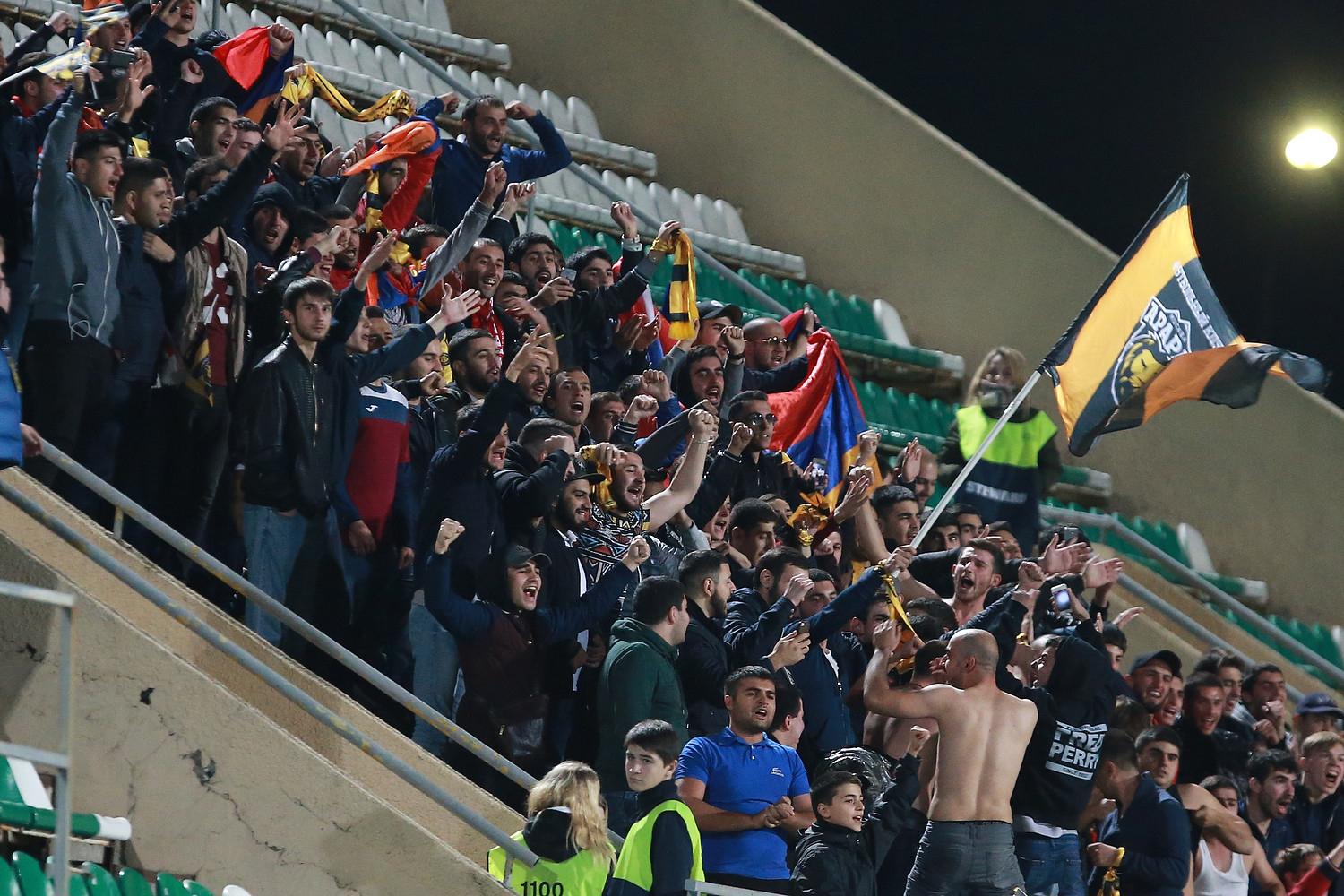
تماشاچیان پر جنب و جوش آرارات

باشگاه فوتبال آرارات مسکو (ارمنی: «Արարատ Մոսկվա» ՖԱ) یک باشگاه فوتبال در شهر مسکو کشور روسیه است. این باشگاه در لیگ حرفه‌ای فوتبال روسیه بازی می‌کند. این باشگاه در سال ۲۰۱۷ تأسیس شده‌است. Spartakovets Stadium محل برگزاری بازی‌های خانگی این باشگاه است.